# Chavigny (Meurthe e Mosella)
Chavigny è un comune francese di 1 730 abitanti situato nel dipartimento della Meurthe e Mosella nella regione del Grand Est.

## Società

### Evoluzione demografica
Abitanti censiti